# Esgrima nos Jogos Olímpicos de Verão de 2012 - Florete por equipes masculino

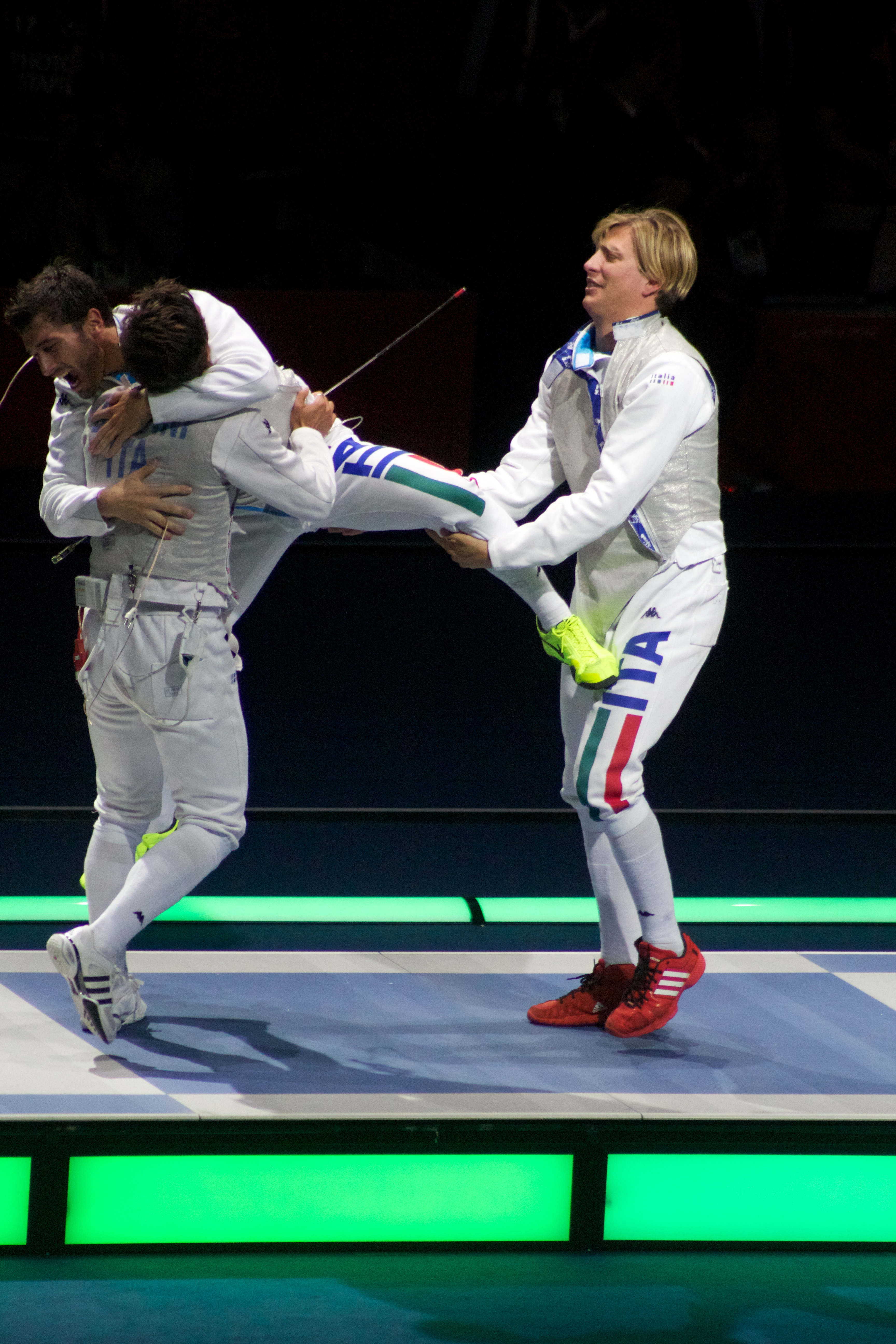
Italianos comemoram após a conquista da medalha de ouro.

A prova de florete por equipes masculino da esgrima nos Jogos Olímpicos de Verão de 2012 foi realizada no dia 5 de agosto no ExCeL.
A equipe da Itália, formada por Andrea Baldini, Giorgio Avola, Andrea Cassarà e Valerio Aspromonte, ganhou a medalha de ouro ao derrotar o Japão.

## Calendário
Horário local (UTC+1)
| Dia         | Horário | Fase                                |
| ----------- | ------- | ----------------------------------- |
| 5 de agosto | 09:00   | Primeira fase                       |
| 5 de agosto | 10:30   | Quartas-de-final                    |
| 5 de agosto | 12:00   | Semifinal                           |
| 5 de agosto | 15:00   | Classificação 5–6 Classificação 7–8 |
| 5 de agosto | 18:00   | Disputa pelo bronze                 |
| 5 de agosto | 19:15   | Final                               |

## Medalhistas
|  | ITA Itália                                                     |  | JPN Japão                                    |  | GER Alemanha                                                     |
|  | Andrea Baldini Giorgio Avola Andrea Cassarà Valerio Aspromonte |  | Ryo Miyake Yuki Ota Kenta Chida Suguru Awaji |  | Peter Joppich Sebastian Bachmann Benjamin Kleibrink André Weßels |

## Resultados

### Finais
|  | Primeira fase | Primeira fase    | Primeira fase |  |  | Quartas-de-final | Quartas-de-final   | Quartas-de-final   |    |   | Semifinal    | Semifinal  | Semifinal |                |                | Final              | Final | Final |
|  |               |                  |               |  |  |                  |                    |                    |    |   |              |            |           |                |                |                    |       |       |
|  |               |                  |               |  |  |                  |                    |                    |    |   |              |            |           |                |                |                    |       |       |
|  |               |                  |               |  |  | 1                | ITA Itália         | 45                 |    |   |              |            |           |                |                |                    |       |       |
|  | 9             | GBR Grã-Bretanha | 45            |  |  | 9                | GBR Grã-Bretanha   | 40                 |    |   |              |            |           |                |                |                    |       |       |
|  | 8             | EGY Egito        | 33            |  |  |                  |                    |                    |    | 1 | ITA Itália   | 45         |           |                |                |                    |       |       |
|  |               |                  |               |  |  |                  | 5                  | USA Estados Unidos | 24 |   |              |            |           |                |                |                    |       |       |
|  |               |                  |               |  |  | 5                | USA Estados Unidos | 45                 |    |   |              |            |           |                |                |                    |       |       |
|  |               |                  |               |  |  | 4                | FRA França         | 39                 |    |   |              |            |           |                |                |                    |       |       |
|  |               |                  |               |  |  |                  |                    |                    |    |   | 1            | ITA Itália | 45        |                |                |                    |       |       |
|  |               |                  |               |  |  |                  | 7                  | JPN Japão          | 39 |   |              |            |           |                |                |                    |       |       |
|  |               |                  |               |  |  | 3                | GER Alemanha       | 44                 |    |   |              |            |           |                |                |                    |       |       |
|  |               |                  |               |  |  | 6                | RUS Rússia         | 40                 |    |   |              |            |           |                |                |                    |       |       |
|  |               |                  |               |  |  |                  |                    |                    |    | 3 | GER Alemanha | 40         |           | Terceiro lugar | Terceiro lugar | Terceiro lugar     |       |       |
|  |               |                  |               |  |  |                  | 7                  | JPN Japão (OT)     | 41 |   |              |            |           |                |                |                    |       |       |
|  |               |                  |               |  |  | 7                | JPN Japão          | 45                 |    |   |              |            |           |                | 5              | USA Estados Unidos | 27    |       |
|  |               |                  |               |  |  | 2                | CHN China          | 30                 |    | 3 | GER Alemanha | 45         |           |                |                |                    |       |       |
|  |               |                  |               |  |  |                  |                    |                    |    |   |              |            |           |                |                |                    |       |       |

### Classificação 5º–8º

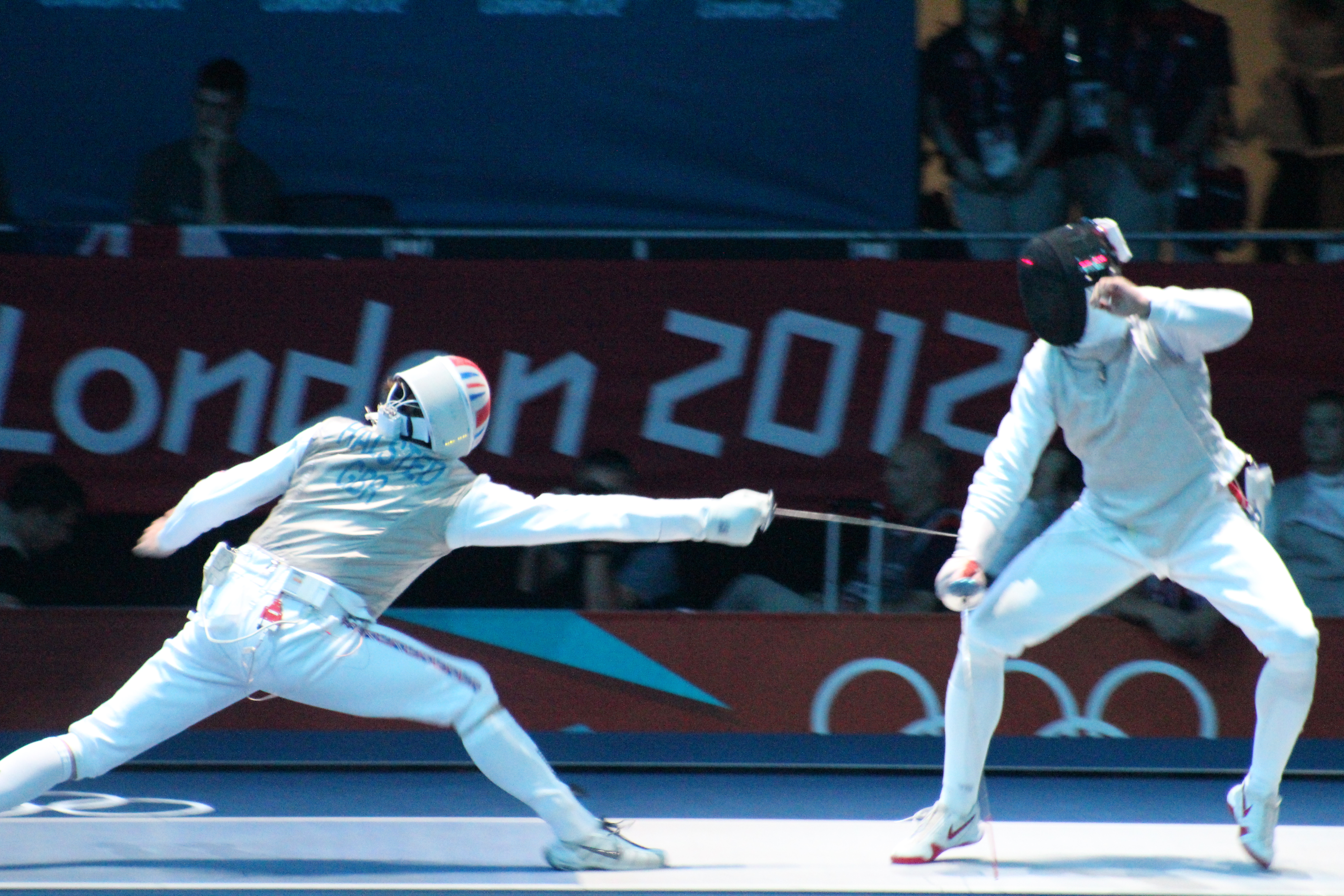
Disputa entre Grã-Bretanha e Rússia definiu o quinto lugar.

|  | Classificação 5–8 |                   |                   |  |   |                   |                   |                   |
|  | 9                 | GBR Grã-Bretanha  | 45                |  |   |                   |                   |                   |
|  | 4                 | FRA França        | 29                |  |   | Classificação 5–6 | Classificação 5–6 | Classificação 5–6 |
|  |                   |                   |                   |  |   | 9                 | GBR Grã-Bretanha  | 35                |
|  | Classificação 5–8 | Classificação 5–8 | Classificação 5–8 |  | 6 | RUS Rússia        | 45                |                   |
|  | 6                 | RUS Rússia        | 45                |  |   |                   |                   |                   |
|  | 2                 | CHN China         | 40                |  |   | Classificação 7–8 | Classificação 7–8 | Classificação 7–8 |
|  |                   |                   |                   |  |   | 4                 | FRA França        | 33                |
|  |                   |                   |                   |  |   | 2                 | CHN China         | 45                |

## Classificação final

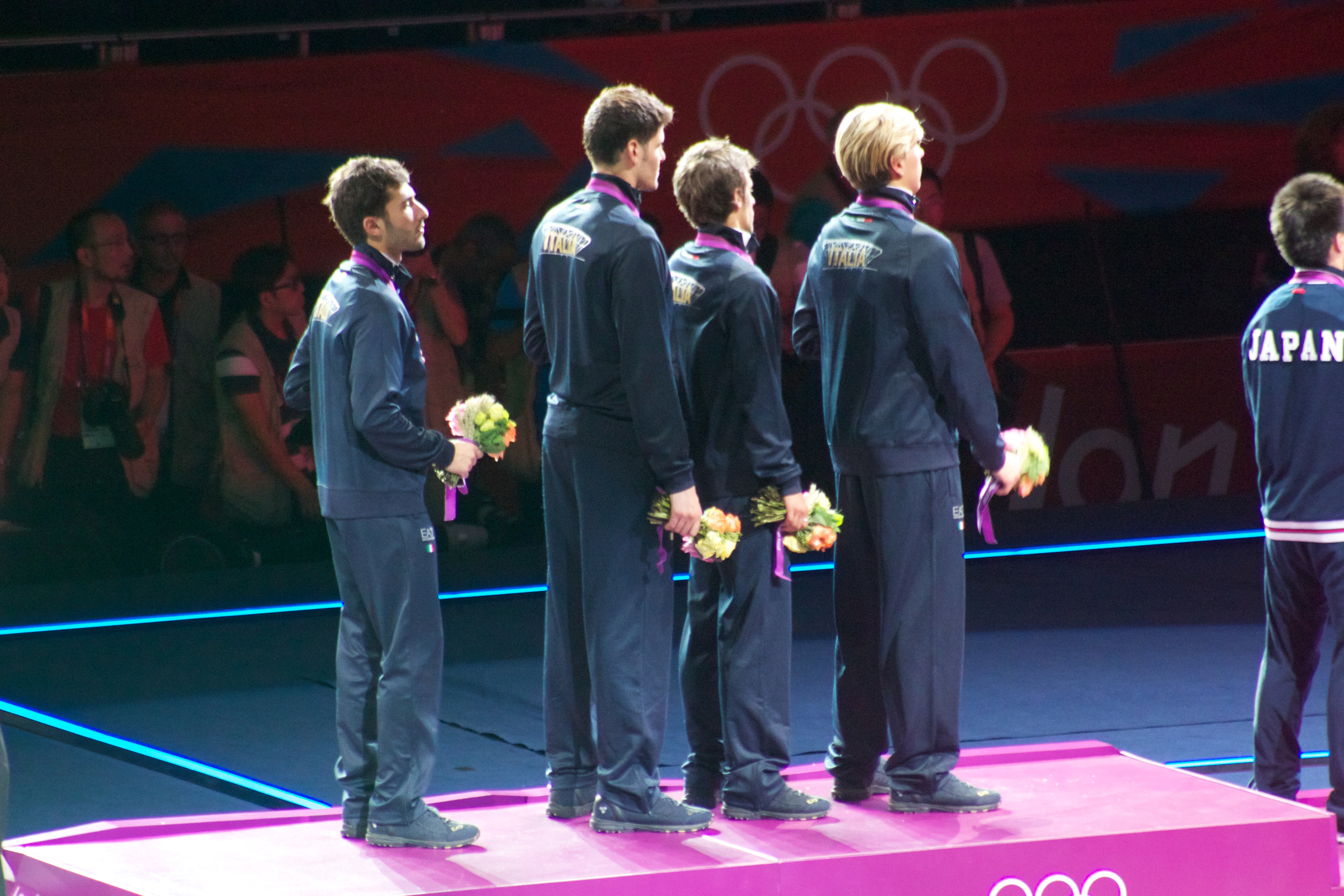
Equipe italiana durante a cerimônia de premiação.

| Pos.              | CON                | Equipe                                                                 |
| ----------------- | ------------------ | ---------------------------------------------------------------------- |
| Medalha de ouro   | ITA Itália         | Valerio Aspromonte Andrea Baldini Andrea Cassarà Giorgio Avola         |
| Medalha de prata  | JPN Japão          | Kenta Chida Ryo Miyake Yuki Ota Suguru Awaji                           |
| Medalha de bronze | GER Alemanha       | Sebastian Bachmann Peter Joppich Benjamin Kleibrink André Weßels       |
| 4                 | USA Estados Unidos | Miles Chamley-Watson Race Imboden Alexander Massialas Gerek Meinhardt  |
| 5                 | RUS Rússia         | Artur Akhmatkhuzin Alexey Cheremisinov Renal Ganeyev Alexey Khovanskiy |
| 6                 | GBR Grã-Bretanha   | James-Andrew Davis Richard Kruse Husayn Rosowsky Laurence Halsted      |
| 7                 | CHN China          | Lei Sheng Ma Jianfei Zhu Jun Zhang Liangliang                          |
| 8                 | FRA França         | Erwann Le Péchoux Enzo Lefort Victor Sintès Marcel Marcilloux          |
| 9                 | EGY Egito          | Alaaeldin Abouelkassem Tarek Ayad Sherif Farrag                        |